# Pedilus crotchii
Pedilus crotchii is een keversoort uit de familie vuurkevers (Pyrochroidae). De wetenschappelijke naam van de soort is voor het eerst geldig gepubliceerd in 1874 door Horn.